# 7468 Anfimov
7468 Anfimov è un asteroide della fascia principale. Scoperto nel 1990, presenta un'orbita caratterizzata da un semiasse maggiore pari a 3,0426214 UA e da un'eccentricità di 0,1232017, inclinata di 4,38238° rispetto all'eclittica.